# Enrique Nieulant Sereis
Enrique Nieulant Sereis (Gandia, 1822 - ?) fou un militar i polític valencià. Fill d'un ric propietari liberal, començà a estudiar filosofia a la Universitat de València, però el 1839 deixà els estudis per a ingressar al cos de Guàrdies de Corps. A causa de les seves idees progressistes durant la dècada moderada fou postergat i abandonà l'exèrcit per a ocupar-se de les propietats familiars, escampades per València, Logronyo i Sòria. Durant la revolució de 1854 formà part de la Junta Revolucionària de Sòria, i a la mort del seu pare tornà a Gandia, tot encapçalant el Partit Progressista a la comarca. El 1867 fou empresonat sota l'acusació de donar suport els aixecaments del general Prim i durant la revolució de 1868 fou president de la Junta Revolucionària de Gandia. Fou elegit diputat per Xàtiva a les eleccions generals espanyoles de 1869.